# Lebrija (kommunhuvudort)
Lebrija är en kommunhuvudort i Spanien.   Den ligger i provinsen Provincia de Sevilla och regionen Andalusien, i den sydvästra delen av landet, 400 km sydväst om huvudstaden Madrid. Lebrija ligger 41 meter över havet och antalet invånare är 26 434.
Terrängen runt Lebrija är huvudsakligen platt. Lebrija ligger uppe på en höjd. Runt Lebrija är det ganska tätbefolkat, med 166 invånare per kvadratkilometer. Lebrija är det största samhället i trakten. Trakten runt Lebrija består till största delen av jordbruksmark.